# Hakea cucullata
Hakea cucullata är en tvåhjärtbladig växtart som beskrevs av Robert Brown. Hakea cucullata ingår i släktet Hakea och familjen Proteaceae. Inga underarter finns listade i Catalogue of Life.